# Oskar Thyregod
Otto Oskar Thyregod, född den 3 maj 1875 i Ans, död den 27 augusti 1944 i Köpenhamn, var en dansk författare och biblioteksman. Han var son till Christen Andersen Thyregod och far till Ib Thyregod. 
Thyregod blev student 1894 och erhöll 1900 magistergraden i litteraturhistoria. Efter några års lärargärning anställdes han som bibliotekarie i Industriforeningen, vars stora bibliotek Thyregod gav en tidsenlig indelning. Därjämte var Thyregod verksam inom litteraturens fält, dels med romaner, varav de mest betydande är de två självbiografiska Præstens Søn och De unge Aar, dels med litteraturhistoriska skildringar, bland dem den omfångsrika monografin om skalden Christian Hviid Bredahl (1918).
Oskar Thyregod är begravd på Holmens kirkegård i Köpenhamn.